# .coop
.coop（ドット コープ）はスポンサー付きトップレベルドメイン（sTLD）の一つで、協同組合のためのドメインである。これは、.comドメインの過密さを解放することをある程度意識した7つの新しいgTLDの段階的な発表のうち、2000年後半に出されたICANNのアナウンスの一部だった。このドメインは、利益団体の連立に後援され、イギリスのPoptelによって開発され、2002年1月30日に運用が開始された。
.coopはsTLDで、一定の基準（協同組合かそれに完全に所有された下位組織）を満たさないと登録することは許されない。その後援は、TLDを運営しているAmerican NCBA（National Cooperative Business Association、全米協同組合協会) 傘下のDotCooperation LLC（dotCoopとしても知られている）である。
登録は公式レジストラを通して行われる。

## 使用例
日本
- 全労済（https://www.zenrosai.coop/)
- 日本生活協同組合連合会 (https://jccu.coop/) 
など、生活協同組合での使用例が複数ある。